# El mohicà
El mohicà (francès: Le Mohican) és una pel·lícula de thriller francesa del 2024 escrita i dirigida per Frédéric Farrucci i protagonitzada per Alexis Manenti. Es va estrenar a la 81a edició del Festival de Cinema de Venècia. S'ha subtitulat al català.
La pel·lícula va ser produïda per Koro Films. El rodatge principal va començar a Còrsega el setembre de 2023. La pel·lícula va guanyar el Premi del Públic Fischer del Festival de Cinema de Tessalònica de 2024.